# Junior League World Series 2002
Die Junior League World Series 2002 war die 22. Austragung der Junior League Baseball World Series, einem internationalen Baseballturnier für Knaben zwischen 13 und 14 Jahren. Gespielt wurde wie jedes Jahr in Taylor, Michigan.

## Teilnehmer
Die neun Mannschaften bildeten eine Gruppe aus fünf Mannschaften aus den Vereinigten Staaten und eine Gruppe aus vier internationalen Mannschaften.
| Vereinigte Staaten                     | International                                   |
| -------------------------------------- | ----------------------------------------------- |
| DuBois, Pennsylvania Region Ost        | Saipan, Nördliche Marianen Region Asien-Pazifik |
| Cartersville, Georgia Region Süd       | Kutno, Polen Region Europa                      |
| Lake Charles, Louisiana Region Südwest | Langley, British Columbia Region Kanada         |
| Yucaipa, Kalifornien Region West       | David, Panama Region Lateinamerika              |
| Fort Wayne, Indiana Region Zentral     |                                                 |

## Ergebnisse
Die Teams wurden in zwei Gruppen eingeteilt. Jeder spielte gegen Jeden in seiner Gruppe, die beiden Ersten spielten gegeneinander den Finalplatz aus.

### Vorrunde

#### Gruppe Vereinigte Staaten
| Platz | Region  | W | L | %     |
| ----- | ------- | - | - | ----- |
| 1.    | Süd     | 4 | 0 | 1.000 |
| 2.    | West    | 3 | 1 | 0.750 |
| 3.    | Ost     | 2 | 2 | 0.500 |
| 4.    | Südwest | 1 | 3 | 0.250 |
| 5.    | Zentral | 0 | 4 | 0.000 |

| Datum      | Zeit  | Begegnung | Begegnung | Begegnung | Ergebnis |
| ---------- | ----- | --------- | --------- | --------- | -------- |
| 11. August | 17:00 | Ost       | –         | Südwest   | 10:7     |
| 11. August | 20:00 | Süd       | –         | West      | 8:2      |
| 12. August | 14:00 | Südwest   | –         | Süd       | 1:6      |
| 12. August | 20:00 | Ost       | –         | Zentral   | 10:4     |
| 13. August | 11:00 | Ost       | –         | Süd       | 3:4 (10) |
| 13. August | 14:00 | West      | –         | Zentral   | 11:1     |
| 14. August | 17:00 | Südwest   | –         | Zentral   | 12:2     |
| 14. August | 20:00 | Ost       | –         | West      | 0:9      |
| 15. August | 14:00 | Südwest   | –         | West      | 5:6      |
| 15. August | 20:00 | Süd       | –         | Zentral   | 8:2      |

#### Gruppe International
| Platz | Region        | W | L | %     |
| ----- | ------------- | - | - | ----- |
| 1.    | Lateinamerika | 3 | 0 | 1.000 |
| 2.    | Europa        | 2 | 1 | 0.667 |
| 3.    | Kanada        | 1 | 2 | 0.333 |
| 4.    | Asien-Pazifik | 0 | 3 | 0.000 |

| Datum      | Zeit  | Begegnung     | Begegnung | Begegnung     | Ergebnis |
| ---------- | ----- | ------------- | --------- | ------------- | -------- |
| 12. August | 11:00 | Europa        | –         | Lateinamerika | 0:14     |
| 12. August | 17:00 | Kanada        | –         | Asien-Pazifik | 7:6      |
| 13. August | 17:00 | Asien-Pazifik | –         | Lateinamerika | 1:2      |
| 13. August | 20:00 | Europa        | –         | Kanada        | 11:0     |
| 14. August | 14:00 | Europa        | –         | Asien-Pazifik | 5:0      |
| 15. August | 17:00 | Lateinamerika | –         | Kanada        | 7:0      |

### Finalrunde
|  | US und Intern. Finale | US und Intern. Finale |                   |         | Weltmeisterschaft | Weltmeisterschaft |
|  |                       |                       |                   |         |                   |                   |
|  | 16. August            |                       |                   |         |                   |                   |
|  | IN1 Lateinamerika     | 8                     |                   |         |                   |                   |
|  | IN2 Europa            | 1                     |                   |         | 17. August        | 17. August        |
|  |                       |                       | IN1 Lateinamerika | 2       |                   |                   |
|  | 16. August            | 16. August            |                   | US1 Süd | 3                 |                   |
|  | US1 Süd               | 19                    |                   |         |                   |                   |
|  | US2 West              | 12                    |                   |         |                   |                   |
|  |                       |                       |                   |         |                   |                   |

## Weblink
- Offizielle Webseite der Junior League World Series